# Grammont (Haute-Saône)
Grammont is een gemeente in het Franse departement Haute-Saône (regio Bourgogne-Franche-Comté) en telt 70 inwoners (2011). De oppervlakte bedraagt 5,94 km², de bevolkingsdichtheid is dus 11,8 inwoners per km².

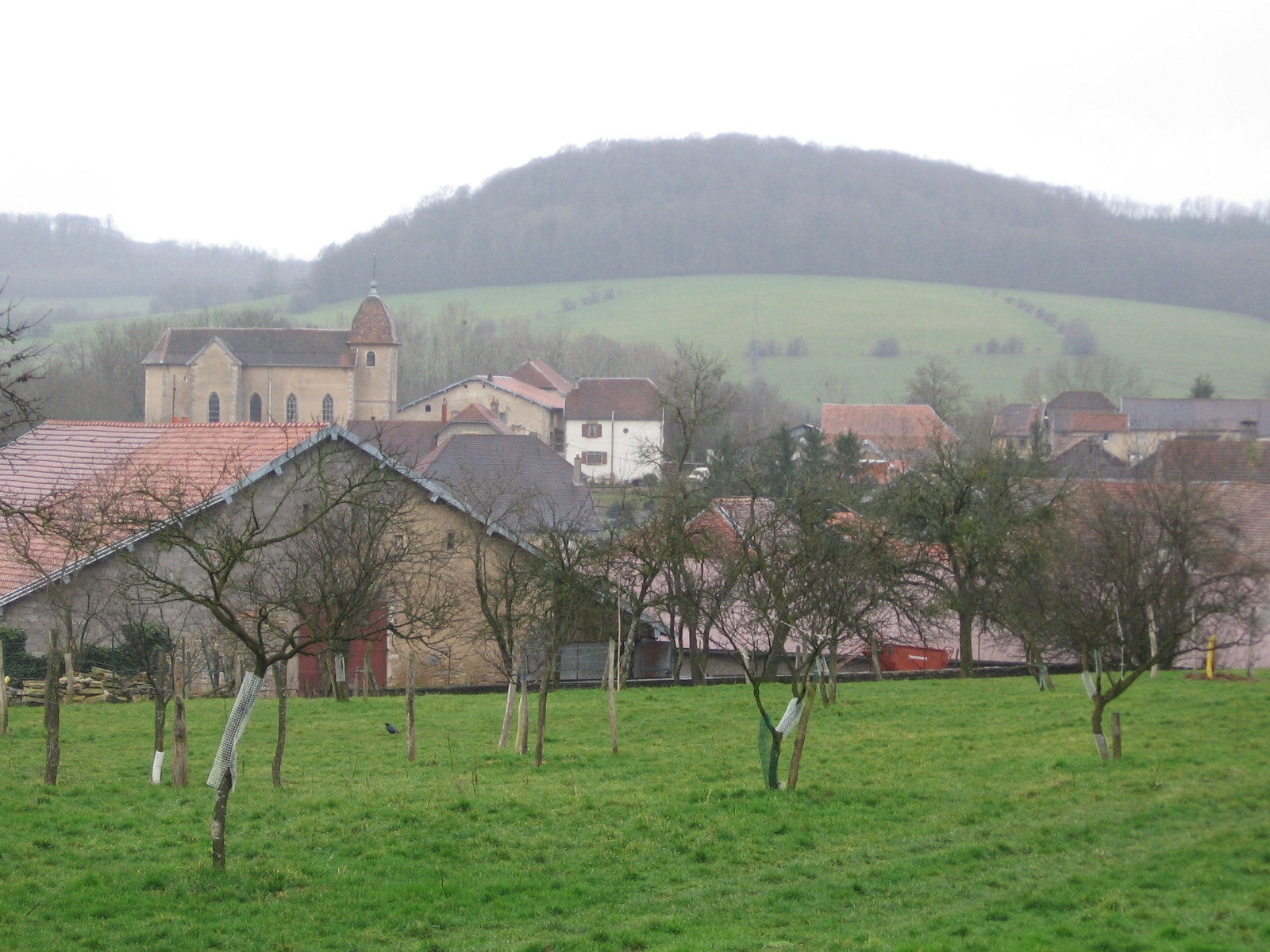
Grammont

## Demografie
Onderstaande figuur toont het verloop van het inwonertal (bron: INSEE-tellingen).

1. ↑  Populations de référence 2022.